# Mélykút
Mélykút – wieś i gmina w południowej części Węgier, w pobliżu miasta Jánoshalma.
Miejscowość leży na obszarze Wielkiej Niziny Węgierskiej, w komitacie Bács-Kiskun, w powiecie Jánoshalma. Gmina liczy 5196 mieszkańców (styczeń 2011) i zajmuje obszar 123,46 km².